# Obergangkofen

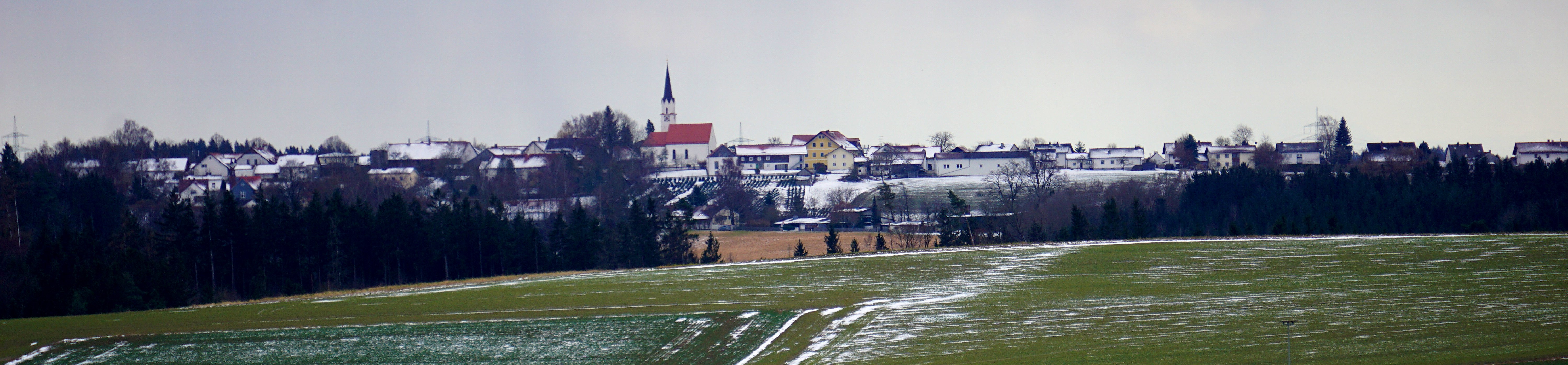
Obergangkofen von der Weickmannshöhe in Landshut-Berg aus gesehen.

Obergangkofen ist ein Gemeindeteil der Gemeinde Kumhausen im niederbayerischen Landkreis Landshut. Bis zum 31. Dezember 1970 bildete es eine selbstständige Gemeinde.

## Lage
Das Pfarrdorf Obergangkofen liegt etwa drei Kilometer südöstlich von Kumhausen im Isar-Inn-Hügelland.

## Geschichte
Gaunchofen beziehungsweise Gänkhofen wird in einer Urkunde aus dem Jahr 1422 erstmals als Hofmark bezeichnet. Der Ort lag im Jahr 1556 in der Herrschaft Geisenhausen. Die Inhaber der Hofmark Obergangkofen wechselten häufig. Aus der Hofmark ging das Patrimonialgericht II. Klasse Obergangkofen hervor.
Die Gemeinde Obergangkofen entstand 1813 aus dem gleichnamigen Steuerdistrikt. Sie gehörte zum Landgericht, Bezirksamt und schließlich zum Landkreis Landshut. Am 1. Januar 1971 wurde im Zuge der Gebietsreform in Bayern die Gemeinde Obergangkofen in die neue Gemeinde Kumhausen eingegliedert. 1987 hatte Obergangkofen 385 Einwohner. Im Jahr 2011 zählte der Gemeindeteil an die 570 Einwohner.

## Sehenswürdigkeiten
- Pfarrkirche St. Ulrich. Das Langhaus des spätgotischen Bauwerks aus der zweiten Hälfte des 15. Jahrhunderts wurde in der Mitte des 18. Jahrhunderts barockisiert.

## Bildung und Erziehung
- Kinderhaus Obergangkofen
- Therapeutische Kinderwohngruppe "Stahlederhaus"

## Vereine
- Bauern- und Bürgerverein Obergangkofen
- Bayerischer Bauernverband Obergangkofen
- Freiwillige Feuerwehr Obergangkofen
- Jagdgenossenschaft Obergangkofen
- Obst- und Gartenbauverein Obergangkofen
- Stockschießverein Obergangkofen
- Wildschützen Obergangkofen
- KLJB Obergangkofen
- Frauengemeinschaft Obergangkofen
- Krieger- und Soldatenkameradschaft Obergangkofen
- Dartverein Obergangkofen
- Bürgerhausverein Obergangkofen